# T. Lawrason Riggs
Thomas Lawrason Riggs né en 1888 et mort en 1943. C'était un prêtre catholique et parolier américain. Il a été le premier aumônier catholique de l'université Yale.

## Biographie
Thomas Lawrason Riggs est le fils du banquier George Washington Riggs.
Dans sa jeunesse Thomas Lawrason Riggs était une connaissance de l'artiste L. Bancel Lafarge, et fit la connaissance de Thornton Wilder, Monty Woolley et d'autres personnes. Il était le président de la Société dramatique de Yale et membre de la Scroll and Key.
Thomas Lawrason Riggs est diplômé de l'université Yale en 1910 et a entrepris des études supérieures à l'université Harvard en tant qu'assistant de Barrett Wendell, qui a été interrompu par son incursion dans le théâtre musical. Riggs n'a jamais terminé son doctorat.
Thomas Lawrason Riggs était le colocataire de Cole Porter à Yale, et ils ont écrit See America First, un opéra-comique patriotique. Cette pièce a d'abord reçu un accueil critique quand il a été présenté à Broadway en mars 1916, puis à New Haven, dans le Connecticut et à Rochester. Riggs avait investi 35 000 $ dans la production et n'a jamais travaillé sur une autre comédie musicale.
Il a rejoint la Yale Mobile Hospital unit au début de l'entrée des États-Unis dans la Première Guerre mondiale en 1917, et plus tard à titre de spécialiste en langues étrangères de renseignement militaire à Paris.

## Aumônerie catholique
Après la guerre, Thomas Lawrason Riggs a décidé de devenir prêtre catholique, une vocation qu'il avait envisagée depuis 1910. Il est diplômé de l'université catholique d'Amérique et du Séminaire Saint-Thomas, dans le Connecticut. Il a ensuite été nommé comme premier aumônier catholique à l'université Yale. L'évêque catholique de Hartford, John Joseph Nilan, interdit Riggs de célébrer la messe du dimanche sur le campus, par respect pour les prêtres locaux, qui se sont opposés à la création d'un centre religieux en dehors des structures paroissiales. Après la mort de Nilan en 1934, l'interdiction a été levée en 1936 par son successeur l'évêque Maurice F. McAuliffe (en).

## Mort de Thomas Lawrason Riggs
L'université Yale n'avait que 300 étudiants catholiques sur plus de 3 000 étudiants en 1922, et il n'y avait aucun enseignant catholique jusqu'en 1915. Les étudiants se réunissaient et les conférences de Riggs étaient au départ impopulaires. Après sa mort 200 000 $ ont permis la construction du Saint Thomas More House et d'une chapelle.
La chaire d'études catholiques a été créée en 1962 à l'université Yale ; son premier titulaire fut Stephan Kuttner,.